# Michałowice (Strzelin)
Pour les articles homonymes, voir Michałowice.
Michałowice est une localité polonaise de la gmina de Borów, située dans le powiat de Strzelin en voïvodie de Basse-Silésie.